# 斯塔利 (加利福尼亞州)
斯塔利（英語：Staley）是位於美國加利福尼亞州莫多克縣的一個非建制地區。該地的面積和人口皆未知。

## 地理
斯塔利的座標為41°53′18″N 121°22′51″W / 41.88833°N 121.38083°W，而該地的平均海拔高度為1233米（即4045英尺）。